# Sakura Wars (jeu vidéo, 2019)
Sakura Wars est un jeu vidéo édité et développé par Sega sur PlayStation 4. Il est sorti le 1er septembre 2014 au Japon et dans les pays asiatiques, et le 28 avril 2020 aux États-Unis et en Europe.
Il s'agit d'un reboot de la série.

## Trame
Dix ans après une guerre qui ravagea le Japon contre des créatures démoniaques, Tokyo fut reconstruite après avoir subi les affres de la guerre. Ancien capitaine de la flotte spéciale, Seijurno Kamiyama (contrôlé par le joueur) reçoit pour mission de se rendre au théâtre impérial. Il y retrouve Sakura Amamiya, une amie d'enfance, mais aussi Sumire Kanzaki, la directrice du théâtre qui sert également de base à la Brigade des Fleurs, l'unité armée de la troupe impériale, dont fait partie Sakura. Kamiyama accepte de devenir le capitaine de la Brigade des Fleurs. De nombreuses rencontres attendront le nouveau capitaine qui devra tisser des liens pour être efficace en combat.